# Bulbophyllum encephalodes
Bulbophyllum encephalodes är en orkidéart som beskrevs av Victor Samuel Summerhayes. Bulbophyllum encephalodes ingår i släktet Bulbophyllum och familjen orkidéer. Inga underarter finns listade i Catalogue of Life.